# Konrad-Lorenz-Medaille
Die Konrad-Lorenz-Medaille ist ein im Gedenken an Konrad Lorenz vom Wiener Volksbildungswerk verliehener Naturschutzpreis. Die Medaille ist mit keiner Dotation verbunden und wird an Personen verliehen, die sich um Natur- und Artenschutz sowie um die Verbreitung naturwissenschaftlicher Kenntnisse, insbesondere biologischer, verdient gemacht haben. Der Preis wird jährlich vergeben.

## Preisträger
- Heinz-Georg Klös 1991
- Helmut Pechlaner 1992
- Reiner Praschag
- Petra Deimer 1993
- Bernd Lötsch 1994
- Henry Makowski 1997
- Gregor Dietrich 1999
- Ellen Thaler & Sverre Sjölander 1999
- Manfred Christ & Harald Pokieser 2001
- Dietrich Tamerl 2001